# Rosyjska Cerkiew Staroprawosławna

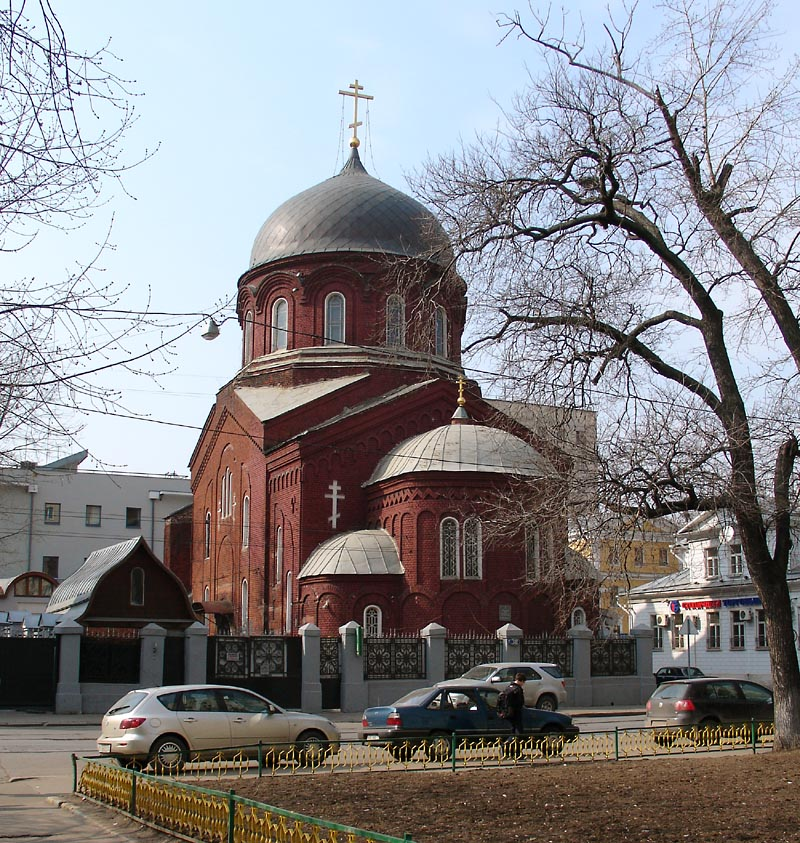
Cerkiew Staroobrzędowa na ul. Nowokuznieckiej w Moskwie

Rosyjska Cerkiew Staroprawosławna (ros. Русская Древлеправославная Церковь, РДЦ, Russkaja Driewlieprawosławnaja Cierkow, RDC) – jedna z dwóch staroobrzędowych cerkwi działających w Rosji, podlegająca hierarchii nowozybkowskoj.

## Historia
Cerkiew została założona na początku lat dwudziestych XX wieku przez tzw. biegłopopowców, którzy nie zaakceptowali Rosyjskiej Prawosławnej Cerkwi Staroobrzędowej (białokrynickiej). Arcybiskup Mikołaj (Pozdniew) i biskup Stefan (Rastorgujew) oddzielili się od dotychczasowych struktur Rosyjskiej Cerkwi Prawosławnej dając początek nowemu odłamowi "starego prawosławia". 
Główny ośrodek nowego wyznania znajdował się początkowo w Saratowie, jednak w 1924 roku został przeniesiony do Moskwy do cerkwi św. Mikołaja Cudotwórcy na Cmentarzu Rogożskim. Od 1955 do 1963 roku hierarchowie Cerkwi przebywali w Kujbyszewie, by w 1963 roku ostatecznie osiąść w Nowozybkowie koło Briańska - od nazwy tego miasta wzięło się określenie hierarchia nowozybkowska będąca przeciwstawieniem białokrynickiej. 
Sobór Katedralny w Nowozybkowie, zamknięty w latach 1938-1943, został ponownie otwarty dla wiernych w 1943 roku - od tego czasu nieprzerwanie odbywały się tu nabożeństwa staroobrzędowe. 

### Perturbacje w latach 90. XX wieku
W 1999 roku w obrębie cerkwi nastąpił rozłam spowodowany niechęcią wiernych do zbyt daleko idącego zbliżenia z Rosyjskim Kościołem Prawosławnym, w rezultacie czego powstała Staroprawosławna Cerkiew Rosji (Древлеправославная церковь России, Driewleprawosławnaja cerkow' Rossii) - złożona z biskupstwa kurskiego na czele z biskupem Apolinarym. Następca Dubinina biskup tulczyński Eumeniusz (Titow) wrócił w dotychczasową jurysdykcję białokrynicką.

## Organizacja
Od 1990 roku staroobrzędowcy mogą się modlić w zwróconej im świątyni na Zamoskworieczu przy ulicy Nowokuznieckiej. 16 sierpnia 2000 roku Sobór cerkiewny podjął decyzję o powrocie głównych władz kościoła do Moskwy. W Nowozybkowie dalej funkcjonuje wyższe seminarium duchowne cerkwi. 
Obecnym zwierzchnikiem Cerkwi jest patriarcha Aleksander, jej struktura składa się z 70 parafii w Rosji, 5 gmin w Rumunii i jednej na terenie Bułgarii. 

### Eparchie
- moskiewska (obejmuje również Rumunię i Bułgarię)
- wołżańska
- Białoruś i Ukraina
- uralska (obejmuje część Kazachstanu)
- azowsko-czarnomorska (jurysdykcja rozciąga się również na Gruzję)
- syberyjska (obejmuje część Kazachstanu)
- Ziemia Święta, Europa Zachodnia